# Fissidens daltoniaefolius
Fissidens daltoniaefolius är en bladmossart som beskrevs av C. Müller 1874. Fissidens daltoniaefolius ingår i släktet fickmossor, och familjen Fissidentaceae. Inga underarter finns listade i Catalogue of Life.